# نانديتا داس
نانديتا داس Nandita Das (ولدت في 7 نوفمبر 1969) هي ممثلة ومخرجة هندية وصانعة أفلام مستقلة حائزة على عدة جوائز.
كممثلة، فهي معروفة لأدائها في فيلم النار (1996)، الأرض (1998)، باواندار (2000) وامار بوفان (2002). كمخرجة، فهي معروفة بسبب بدايتها الإخراجية في فيراق (2008)، الذي فاز بعدد من الجوائز الوطنية والدولية، بما في ذلك فارس من نقابة الفنون والآداب من قبل حكومة فرنسا 

## بدايات حياتها
ولدت نانديتا داس في نيو دلهي. والدها هو الرسام الهندي جاتين داس، وهو أصلا من ولاية أوريسا، ولها أم غوجاراتية هندوسيه-جاين، كاتبه، اسمها فارشا.
ذهبت إلى سردار باتيل فيديالايا في نيو دلهي. حصلت على درجة البكالوريوس في الجغرافيا من بيت ميرانداودراسات بعد التخرج من كلية دلهي للعمل الاجتماعي.  كانت طالبة جيدة، حصلت على المركز الأول في كل منها.

## الحياة المهنية

### التمثيل
نانديتا داس بدأت حياتها المهنية تعمل مع مجموعة مسرح تدعى جاناتيا مانش. درست في مدرسة وادي ريشي.
هي معروفة لأدائها في أفلام ديبا ميهتا النار ,الأرض جنبا إلى جنب مع عامر خان، باواندير) للمخرج جاغموهان موندارا) وأمار بوفان (أخرجه مرينال سن).
داس لعبت دور القاص / الراوي في سلسلة الكتب الصوتية للأطفال «تحت ألبانيان» من قبل كارادي للحكايات. كانت أيضا الراوي في الكتاب الصوتي للسيرة الذاتية للمهاتما غاندي «قصة تجاربي مع الحقيقة» من قبل شاركا للكتب الصوتية. كما قدمت صوتها لسلسلة الأطفال، الحيوانات الأليفة العجيبة كنمر بنغال.

### الإخراج
في عام 2008، أكملت تصوير أول إخراج لها، فيراق.  فيراق هو عمل من وحي الخيال، مستند إلى آلاف من القصص الحقيقية وتم تعيينه شهر بعد مذبحة غوجارات في عام 2002. هو فيلم فرقة يشابك قصص متعددة على مدى فترة 24 ساعة، حيث الشخصيات من مختلف طبقات المجتمع، وتتعامل مع الآثار المتبقية من العنف. يتتبع الفيلم رحلة عاطفية لبعض الناس العاديين، بعضهم كانوا ضحايا، بعضهم مرتكبو جرائم والبعض الذين اختاروا أن يراقبوا بصمت. طاقم الفيلم الممتاز يتضمن نصرالدين شاه، راغوبير ياداف، باريش راوال، ديبوتي نافال، سانجاي سوري، تيسكا شوبرا، شهانة جوسوامي ونواز.
فاز الفيلم بأعلى مراتب الشرف في مهرجان الأفلام الآسيوية الأولى عام 2008 في سنغافورة، حيث حصل على جوائز «أفضل فيلم»، «سيناريو»، و«مؤسسة المراسلين الأجانب جائزة الأوركيد الأرجواني لأفضل فيلم». الفيلم قد حصل أيضا على جوائز في مهرجانات سينمائية الدولية الأخرى، بما في ذلك الجائزة الخاصة في مهرجان تسالونيكي السينيمائي الدولي في اليونان، وجائزة لجنة التحكيم الخاصة في مهرجان الفيلم الدولي في ولاية كيرالا، وجائزة أفضل مونتاج لمحرر الفيلم سريكار براساد في مهرجان دبي السينمائي الدولي.  سيتم إصداره في الهند في 20 مارس 2009. الفيلم نال أيضا على جائزة في مهرجان كارا.
«أنا سعيدة للغاية أن 'فيراق' نال تصفيق الجمهور في جميع أنحاء العالم، من تورنتو، لندن، بوسان إلى كولكاتا وتريفاندروم. بعد كل شيء، العواطف الإنسانية هي عالمية وبعد هذا النوع من ردود الفعل الذي حصلت عليه في أجزاء مختلفة من العالم، أنا أفهم ذلك أكثر. الجماهير استطاعوا أن يتعاطفوا مع رحلات الشخصيات في كل مكان. إنها أكثر من ذلك في الهند، حيث أنها محددة وبالتالي يمكن للناس أن تعرف معها أكثر. قيل أن هذا الفيلم أعطى صوت لدرجة أن يبقى صامتا، وأنه ينبغي أن يشاهد على الأقل مرة واحدة. على الرغم من أنه دائما رائع الفوز بجوائز في كل مهرجان تنافسي دخلنا بالفيلم فيه، ولكنه في الواقع رد فعل الجمهور الذي يهم فعلا» نانديتا داس لراديو سارجام. 

## الحياة الشخصية
في عام 2002، تزوجت داس صديقها منذ فترة طويلة ساومايا سين  وبدأ الزوجان ليب فروج Leapfrog، وهي منظمة دعاية موجهة نحو صنع أفلام إعلانية ذات وعي اجتماعي. انفصل الزوجان في عام 2009. أولا استمرت لمدة ثلاث سنوات عارية، منتهية بالطلاق بالتراضي.

## النشاط الاجتماعي
أجرت داس محادثات في جميع أنحاء العالم حول تأثير أفلامها، والحاجة إلى حركات اجتماعية قوية في الهند. تحدثت في معهد ماساتشوستس للتكنولوجيا في 12 نيسان 2007، بعد عملية إطلاق فيلم النار.
إنها أيضا عينت لحملة مكافحة الإيدز والعنف ضد المرأة.
وهي عينت رئيسة لجمعية أفلام الأطفال بالهند في عام 2009.

## الجوائز والتكريم
2001 مهرجان سانتا مونيكا السينمائي
- فازت -- أفضل ممثلة -- باواندير

2002 مهرجان القاهرة السينمائي
- فازت -- أفضل ممثلة -- عمار بوفان

2002 جوائز افلام تاميل نادو للدولة
- فازت -- الجائزة الخاصة -- Kannathil Muthamittal

2005 مهرجان كان السينمائي
- مايو 2005—داس شغلت منصب عضو في لجنة التحكيم لعام 2005 في مهرجان كان السينمائي

2006 جوائز ناندي
- فازت -- أفضل ممثلة -- كاملي

2008 مهرجان الأفلام الآسيوية الأولى
- فازت -- أفضل فيلم -- فيراق
- فازت -- أفضل سيناريو -- فيراق
- فازت -- رابطة المراسلين الأجانب بيربل الأوركيد جائزة لأفضل فيلم -- فراق

2009 المهرجان السينمائي الدولي في ولاية كيرالا
- فازت -- جائزة لجنة التحكيم الخاصة -- فراق

2009 مهرجان سالونيك الدولي
- فازت -- الجائزة الخاصة (الحياة اليومية: جائزة التفوق أو المصالحة) -- فيراق
- رشحت—الاسكندر الذهبي -- فيراق

## قائمة أفلامها

### ممثلة
| عام                 | الاسم                    | دور                            | لغة                       | ملاحظات                                                                      |  |
| 1989                | باريناتي                 |                                | الأوريا                   |                                                                              |  |
| 1996                | النار                    | سيتا                           | الإنجليزية                |                                                                              |  |
| 1998                | الأرض                    | شانتا، الآية                   | لغة هندية                 |                                                                              |  |
| 1998                | هازار تشوراسي كي ما      | نانديني ميترا                  | لغة هندية                 |                                                                              |  |
| 1998                | جانمادينام               | ساراسو                         | الماليالامية              |                                                                              |  |
| 1998                | بيسوابراكاش              | أنجالي                         | الأوريا                   |                                                                              |  |
| 1999                | ديفيري                   | ديفيري (أكا)                   | الكانادية                 |                                                                              |  |
| 1999                | روكفورد                  | ليلي فيغاس                     | الإنجليزية                |                                                                              |  |
| 1999                | بونارادهيفاسام           | --                             | الماليالام                |                                                                              |  |
| 2000                | هارى - باري              | افسانا                         | الهندية                   |                                                                              |  |
| 2000                | سامجيل                   |                                | الأردية                   |                                                                              |  |
| 2000                | باوندار                  | سانواري                        | الهندية                   | فازت أفضل ممثلة في مهرجان سانتا مونيكا.                                      |  |
| 2001                | اكس                      | سوبريا فيرما                   | لغة هندية                 |                                                                              |  |
| 2001                | بنات القرن               | شارو                           | الهندية                   |                                                                              |  |
| 2002                | امار بوفان               | سكينة                          | البنغالية                 | فازت أفضل ممثلة في مهرجان القاهرة السينمائي. فازت جائزة أفضل ممثلة لزي سينما |  |
| 2002                | كاناكي                   | كاناكي                         | الماليالامية              |                                                                              |  |
| 2002                | بيتاه                    | بارو                           | لغة هندية                 |                                                                              |  |
| 2002                | ازاجي                    | دانالاكشمي                     | تاميلية                   |                                                                              |  |
| 2002                | كاناتيل موتاميتال        | شياما                          | تاميلية                   |                                                                              |  |
| 2002                | لال سالام                | روبي (الاسم المستعار شاندراكا) | لغة هندية                 |                                                                              |  |
| 2003                | ايك الاج ماوسام          | أبارنا فيرما                   | لغة هندية                 |                                                                              |  |
| 2003                | باس يون هاي              | فيدا                           | لغة هندية                 |                                                                              |  |
| 2003                | سوباري                   | مامتا سيكري                    | الأوردية                  |                                                                              |  |
| 2003                | شوبو ماهورات             | ماليكي سين                     | البنغالية                 |                                                                              |  |
| 2003                | Kagaar: Life on the Edge | أديتي                          | لغة هندية                 |                                                                              |  |
| 2003                | ايك دين 24 غانتى         | سميرة دوتا                     | لغة هندية                 |                                                                              |  |
| 2004                | فيشوا ثولاسى             | سيتا                           | أفلام تاميلية             |                                                                              |  |
| و أخيرا في عام 2005 | الجمال الزائل            | امرأة هندية                    | الإنجليزية                |                                                                              |  |
| 2006.               | معاطي ماي                | تشاندى                         | الماراثية                 | الماراثى السينمائي بواسطة شيترا بليكار مع أتول كولكارني                      |  |
| 2006.               | بودوكيب                  | ميغا                           | البنغالية                 |                                                                              |  |
| 2006.               | كاملي                    | كاملي                          | أفلام التيلجو             | فازت بجائزة ناندي لأفضل ممثلة (التيلوجو)                                     |  |
| 2007.               | قبل هطول الأمطار         | ساجاني                         | الإنجليزية                |                                                                              |  |
| 2007.               | أثار                     | رادها دلال                     | الإنجليزية                |                                                                              |  |
| 2007.               | نالو بينوجال             | كاماكشي                        | الأفلام الماليالامية      |                                                                              |  |
| 2007.               | Paani: A Drop of Life    | ميرا بن                        | لغة هندية                 |                                                                              |  |
| 2008                | رامشاند باكستاني         | شامبا                          | الأوردية                  |                                                                              |  |
| 2009                | قبل هطول الأمطار         | ساجاني                         | الإنجليزية، المالايالامية |                                                                              |  |
| 2010                | أطفال منتصف الليل        | بادما                          |                           | أعلنت                                                                        |  |

### مدير
| سنة  | العنوان | لغة                            | أخرى |
| 2008 | فيراق   | لغة هندية الأوردية الغوجاراتية | فاز، أفضل فيلم وأفضل سيناريو في مهرجان آسيا لالأفلام الأولى. فاز جائزة الأوركيد القرمزي لأفضل فيلم في مهرجان الآسيوية للأفلام الأولىه. فاز بجائزة لجنة التحكيم الخاصة في مهرجان الفيلم الدولي في ولاية كيرالا. فاز بجائزة الخاصة في مهرجان سالونيك الدولي. رشح، الاسكندر الذهبي في مهرجان سالونيك الدولي. |

## الروابط الخارجية
- نانديتا داس على موقع IMDb (الإنجليزية)
- نانديتا داس على موقع ألو سيني (الفرنسية)
- نانديتا داس على موقع أول موفي (الإنجليزية)
- نانديتا داس على موقع قاعدة بيانات الأفلام السويدية (السويدية)
- نانديتا داس على موقع قاعدة بيانات الفيلم (الإنجليزية)
- نانديتا داس على موقع كينوبويسك (الروسية)
- مقابلة في عام 2003
- pinkvox في محادثة 2009